# Ayase
Ayase (綾瀬市, Ayase-shi) est une ville de la préfecture de Kanagawa, au Japon.

## Géographie

### Situation
Ayase est située dans le centre de la préfecture de Kanagawa, à environ 40 km au sud-ouest du centre de Tokyo.

### Municipalités limitrophes
| Ebina | Ebina    | Yamato   |
| Ebina | Ayase    | Yamato   |
| Ebina | Fujisawa | Fujisawa |

### Démographie
En 2010, la population de la ville d'Ayase était de 82 992 habitants, répartis sur une superficie de 22,28 km2. En janvier 2024, la population était de 82 959 habitants.

### Climat
Ayase a un climat continental humide caractérisé par des étés chauds et des hivers froids avec peu ou pas de chutes de neige. La température annuelle moyenne est de 15,2 °C. Les précipitations annuelles moyennes sont de 1 632 mm, septembre étant le mois le plus humide.

## Histoire
À l'époque d'Edo, la zone correspondant à l'actuelle ville d'Ayase faisait partie de la province de Sagami contrôlée directement par le shogunat Tokugawa, mais administrée par l'intermédiaire de divers hatamoto. Après la restauration de Meiji, le village moderne d'Ayase est créé le 1er avril 1889. Ayase obtient le statut de bourg le 1er avril 1945, puis de ville le 1er novembre 1978.

## Transports
Ayase ne possède pas de gare (attention à ne pas confondre avec la gare d'Ayase dans l'arrondissement d'Adachi au nord de Tokyo). Le seul chemin de fer traversant Ayase est la ligne Shinkansen Tōkaidō, mais sans arrêt. Les gares proches de la ville sont Kashiwadai, Sagamino (sur la ligne Sagami au voisinage d'Ebina) et Chōgo (sur la ligne Odakyū Enoshima à Fujisawa).
On dénombre cinq voies rapides à travers la ville. L'autoroute Tōmei la traverse, et possède un arrêt de bus à Ayase.

### Base militaire
La base militaire américaine de NAF Atsugi se situe à Ayase et Yamato. C'est à cet endroit que les forces d'occupation américaines ont atterri pour la première fois sur le sol japonais, le 28 août 1945.

## Jumelages
- Kashiwa (Japon) depuis 1967